# Epectasis junceoides
Epectasis junceoides là một loài bọ cánh cứng trong họ Cerambycidae.